# 노온다목적운동장
노온다목적운동장(老溫多目的運動場, Noon Stadium)은 대한민국 경기도 광명시에 있는 스포츠 시설이다. 인조잔디 필드와 몬도트랙이 갖춰진 다목적 경기장이며, 2010년 4월에 준공되었다.

## 참고 문헌
- “노은다목적운동장”. 광명도시공사. 2020년 8월 4일에 원본 문서에서 보존된 문서. 2020년 4월 18일에 확인함.
- 《전국 공공체육 시설 현황 (2017년말 기준)》. 대한민국 문화체육관광부. 2019.
- 《2019년 전국 공공체육시설 현황 (2018년말 기준)》. 대한민국 문화체육관광부. 2020.
- 《2023 전국 공공체육시설 현황 (2022년 12월말 기준)》. 대한민국 문화체육관광부. 2024.